# Akha
Ne doit pas être confondu avec Akka, Aka, Haka, Hakha, Hakkas ou Hakkar.
Pour les articles homonymes, voir Akha (homonymie).
Cet article concerne le peuple akha. Pour leur langue, voir Akha (langue).
Le peuple Akha est une population montagnarde originaire du Tibet. Les Akhas résident aujourd’hui dans les montagnes de Chine, où le gouvernement les a assimilés aux Hani, en Thaïlande, où ils sont inclus dans les tribus des collines, au Laos, où ils sont appelés Lao sung, et au Myanmar (Birmanie), où ils sont appelés Kaw, ou encore Akha-Ekaw.

## Présentation
La langue parlée par les Akhas est le akha ; on lui dénombre un peu plus de 550 000 locuteurs.
Les Akha sont au centre de controverses en rapport avec les Droits de l'homme, particulièrement en Chine et en Thaïlande. Leurs terres ont été fréquemment saisies par les autorités.

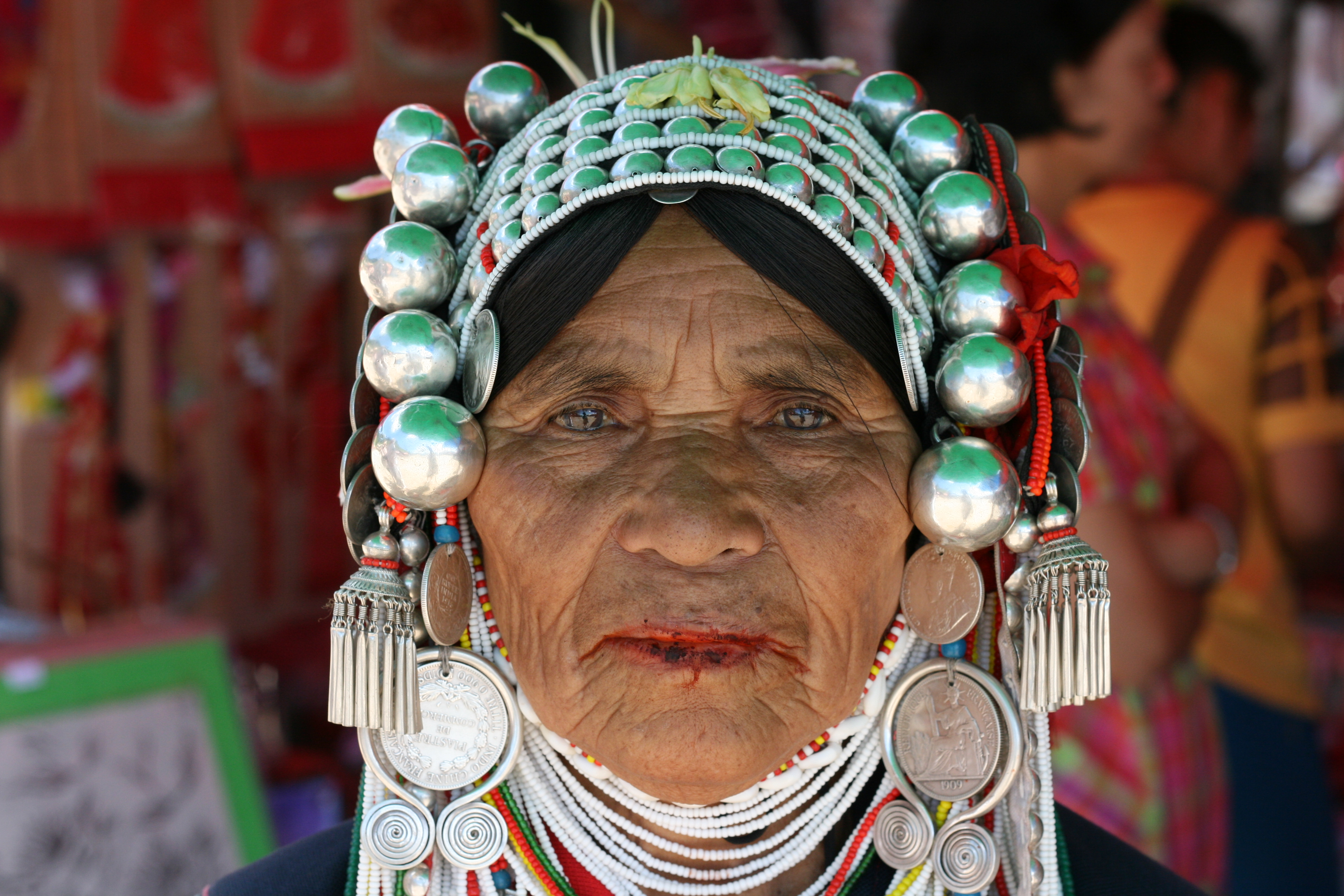
Femme Akha, Tha Ton, Thaïlande.
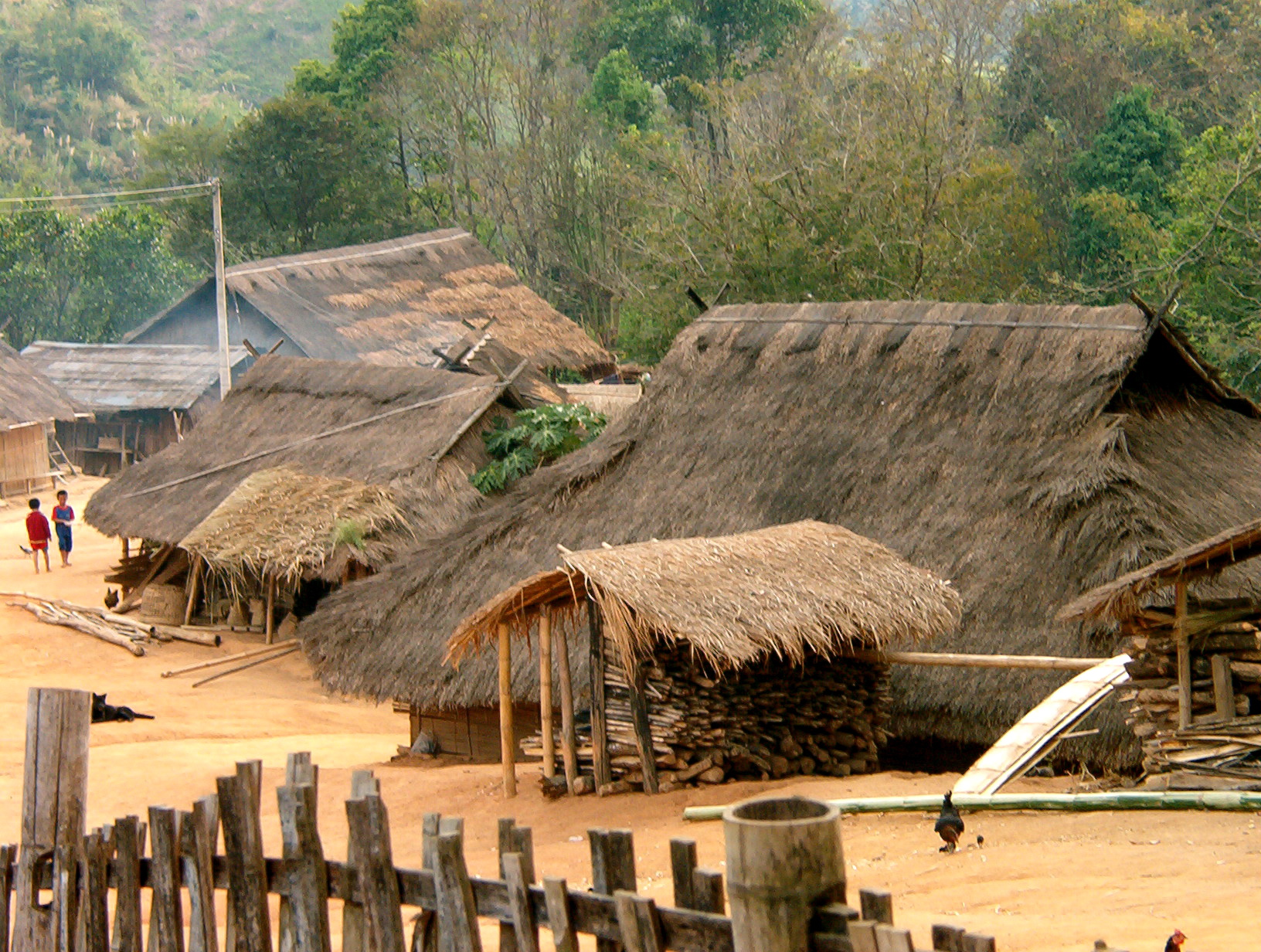
Un village Akha au Nord de la Thaïlande.
Drapeau du peuple Akha.
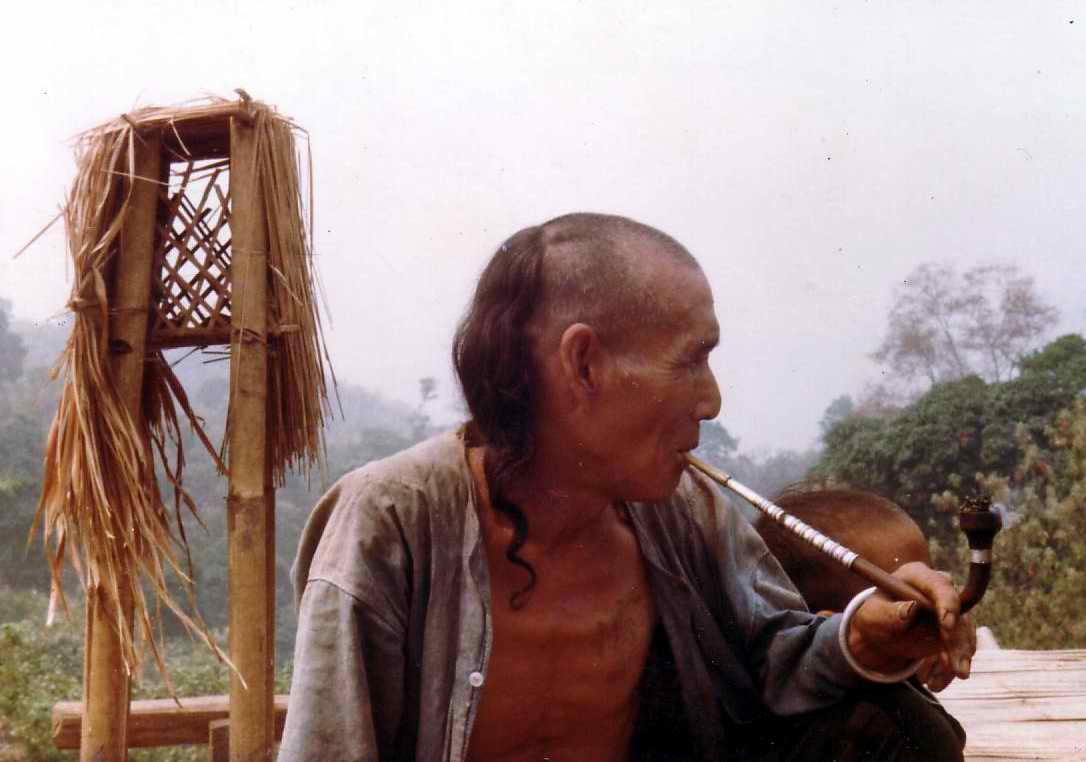
Un homme Akha.
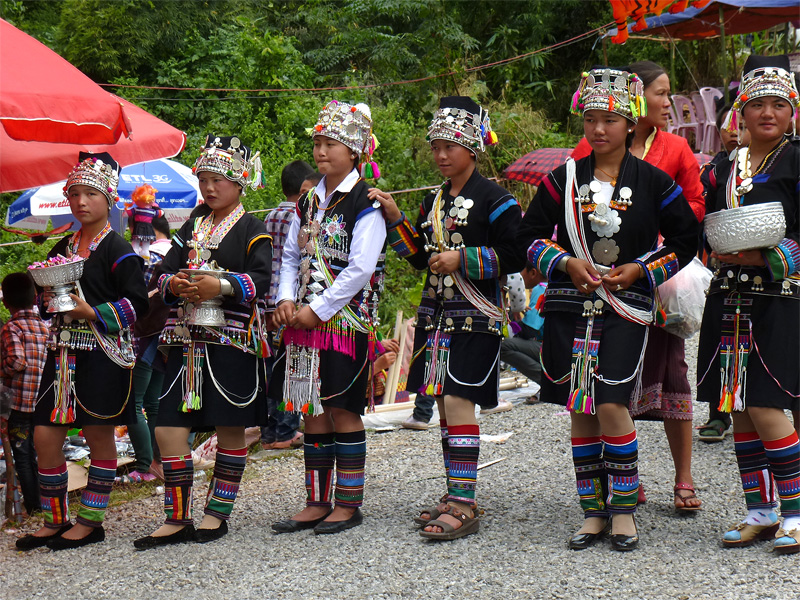
Jeunes filles Akhas, Muang Sing, Laos.